# スティーヴ・ホッジ
スティーヴ・ホッジ（Stephen Brian Hodge, 1962年10月25日 - ）は、イングランド・ノッティンガム出身の元サッカー選手。現役時代のポジションはMF。元イングランド代表として24試合の出場経験があり、1986年ワールドカップ・メキシコ大会、1990年ワールドカップ・イタリア大会に参加、1986年大会では5試合でプレーした。ノッティンガム・フォレストFC、アストン・ヴィラFCなどでプレーした。

## タイトル
ノッティンガム・フォレスト
- フットボールリーグカップ：1988–89, 1989–90

リーズ
フットボールリーグファーストディビジョン : 1991-92
- FAコミュニティ・シールド : 1992

個人
- PFA ファーストデビジョンベストイレブン :